# Ossaea macrophylla
Ossaea macrophylla är en tvåhjärtbladig växtart som först beskrevs av George Bentham, och fick sitt nu gällande namn av Célestin Alfred Cogniaux. Ossaea macrophylla ingår i släktet Ossaea och familjen Melastomataceae. Inga underarter finns listade i Catalogue of Life.